# Усадьба Телятникова
Усадьба Телятниковых — комплекс исторических зданий в Пушкине. Построена в 1838 и 1855—1856 гг. Выявленный объект культурного наследия. Расположена на Оранжерейной улице, дома 16, 20, 20а.

## История
Для крестьянина Красносельского удельного ведомства Н. А. Телятникова в 1838 году по проекту архитектора А. А. Тона был возведён каменный дом на участке № 80 (нынешний дом № 20). В 1855 году для него же был построен второй каменный дом (нынешний дом № 16) с лицевой стороны участка, а также одноэтажный деревянный флигель, а в 1856 году — ещё и каменный флигель во дворе (нынешний дом № 20а). В 1870 году наследник, А. А. Телятников, продал второй дом, который позднее принадлежал купчихе М. Ивановой, а затем некоему Шалберову. Нынешний же дом № 20 принадлежал одному из купцов Белозёровых. После Октябрьской революции дома стали многоквартирными. Дом № 16, изначально двухэтажный, надстроен третьим этажом. На первом этаже дома во второй половине XX века помещался магазин «Молоко». В доме № 20 была «Украинская столовая».

## Архитектура
Усадьба ценна как полностью сохранившийся комплекс городской усадьбы.